# Weingartia purpurea
Weingartia purpurea ist eine Pflanzenart in der Gattung Weingartia aus der Familie der Kakteengewächse (Cactaceae). Das Artepitheton purpurea stammt aus dem Lateinischen, bedeutet ‚purpur‘ und verweist auf die Farbe der Blüten.

## Beschreibung
Weingartia purpurea wächst einzeln mit niedergedrückt kugelförmigen grasgrünen Körpern. Diese erreichen bei Durchmessern von 4 bis 9 Zentimetern Wuchshöhen von 3 bis 4 Zentimetern und besitzen eine Rübenwurzel. Die Rippen sind vollständig in Höcker gegliedert und nicht mehr zu erkennen. Die darauf befindlichen Areolen sind länglich bis oval. Die aus ihnen entspringenden hellbraunen bis rötlich braunen oder weißlichen Dornen sind sehr kräftig, starr abstehend bis etwas ausgebreitet und zum Körper hingebogen. Es sind 4 bis 6 Mitteldornen von 12 bis 18 Millimeter Länge vorhanden. Die 8 bis 10 Randdornen sind 10 bis 14 Millimeter lang.
Die purpurroten bis leicht violettroten oder dunkelroten Blüten sind bis 2 bis 3 Zentimeter lang und besitzen Durchmesser von 3 bis 4,5 Zentimeter. Die Früchte sind rötlich braun und weisen einen Durchmesser von 7 bis 10 Millimeter auf.

## Verbreitung und Systematik
Weingartia purpurea ist im bolivianischen Departamento Cochabamba in der Provinz Mizque verbreitet.
Die Erstbeschreibung wurde 1974 von John Donald Donald (1923–1996) und Alfred Bernhard Lau veröffentlicht. Weitere nomenklatorische Synonyme sind Cinnabarinea purpurea (Donald & A.B.Lau) F.Ritter (1980), Sulcorebutia purpurea (Donald & A.B.Lau) Brederoo & Donald (1981) und Rebutia mentosa subsp. purpurea (Donald & A.B.Lau) Donald ex D.R.Hunt (1997).

## Nachweise